# Roztavení reaktoru

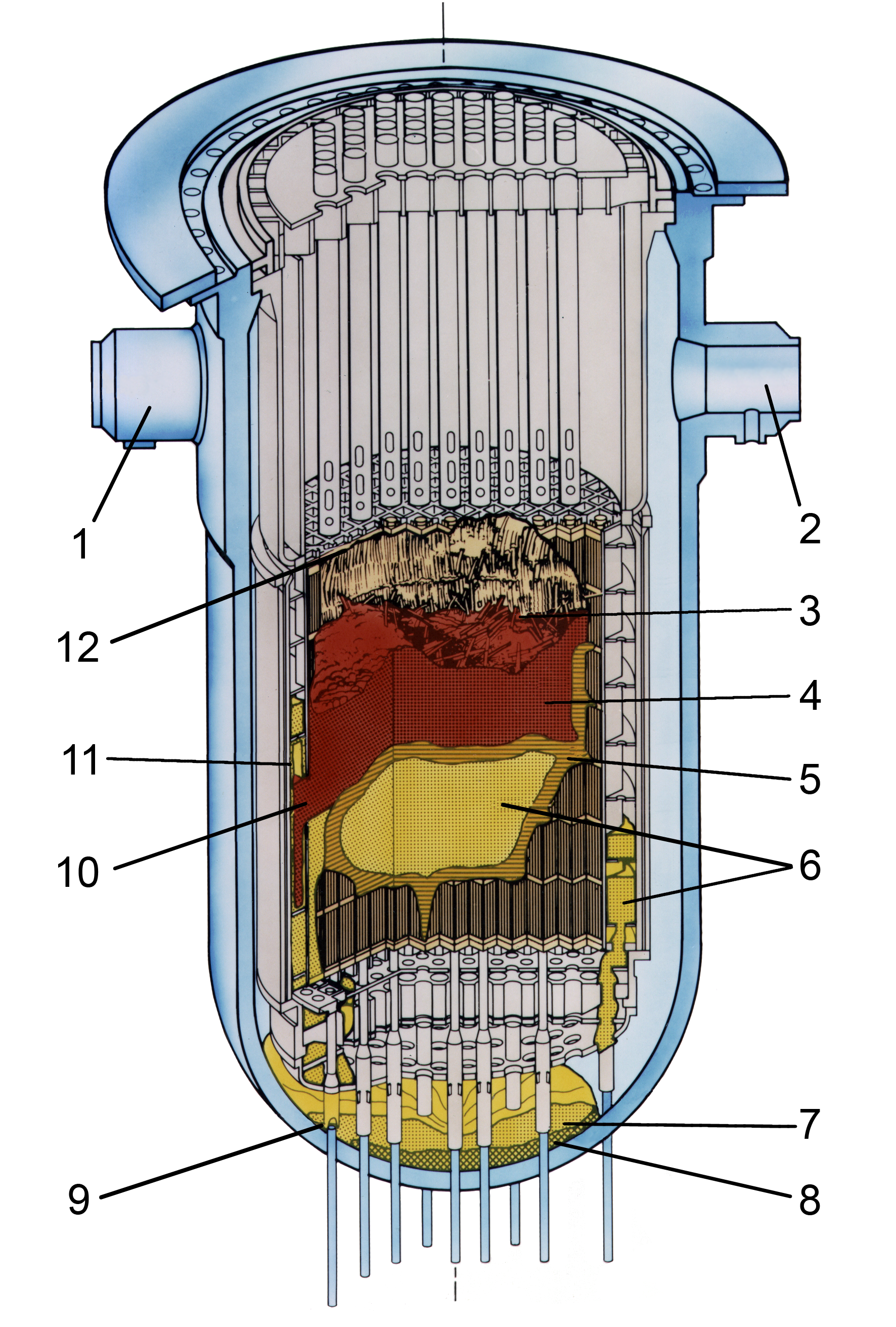
Roztavení reaktoru v Three Mile Island

Roztavení reaktoru je známo také jako roztavení aktivní zóny reaktoru, nesprávně také jako roztavení jádra reaktoru, je neformální popis velmi závažné havárie jaderného reaktoru, při které dochází k poškození aktivní zóny reaktoru kvůli přehřátí. Tento termín není oficiálně definován Mezinárodní agenturou pro atomovou energii.
Při nekontrolovaném nárůstu teploty vzniká v reaktoru tavenina jaderného paliva a dalších vnitřních součástí reaktoru, která se nazývá korium. Tato lávě podobná hmota se pak může propálit skrz ochranný obal reaktoru a mísit se s dalšími součástmi stavby pod reaktorem. Tato látka je vysoce toxická, radioaktivní, hustá a má vysokou teplotu, na rozdíl od vulkanické lávy však na vzduchu netuhne a díky pokračující štěpné reakci může vyzařovat teplo ještě mnoho let.
Pro omezení následků v případě roztavení reaktoru jsou pod některými reaktory projektovány prostory pro zadržení koria a jeho ochlazení. Příkladem je například Evropský tlakovodní reaktor (EPR).
Dosud nejhoršími případy roztavení nebo částečného roztavení reaktoru byly
- havárie v jaderné elektrárně Three Mile Island (1979)
- černobylská havárie (1986)
- havárie elektrárny Fukušima I (2011)